# Anritsu
Anritsu est une entreprise japonaise de produits de tests et mesures dont le siège social se situe dans la préfecture de Kanagawa.

## Historique
La société à l'origine d'Anritsu a été fondée en 1895. Anritsu est issu de la fusion en 1931 de Annaka Corporation et Kyoritsu Electric.
En 1990, Anritsu a racheté l'entreprise américaine Wiltron Company.
En mars 2011, le nombre d'employés est de 825 (non consolidé) et de 3 615 (consolidé).

## Produits
Parmi les produits d'Anritsu figurent des générateurs de signaux optiques, des analyseurs de spectre, des analyseurs réseau et des simulateurs réseaux.